# 伊諾森特斯峰
33°45′51″S 80°48′30″W / 33.76417°S 80.80833°W
伊諾森特斯峰是智利的山峰，位於該國中部瓦爾帕萊索大區，處於胡安·費爾南德斯群島的亞歷山大塞爾扣克島西岸，海拔高度1,268米。